# 古川吉重
古川 吉重（ふるかわ よししげ、1921年12月19日 - 2008年4月10日）は、日本の洋画家。

## 経歴
福岡市大工町に生まれる。国文学者で書画をよくした佐賀藩士古川松根は曽祖父にあたる。1935年福岡県中学修猷館に入学する。同校在学中の1936年より杉江春男に師事してデッサン、油彩画を学ぶ。
1939年中学修猷館4年を修了し、東京美術学校油画科に入学。田辺至にデッサンを学び、夜は鈴木千久馬研究所に通う。1940年東京美術学校の南薫造教室に入る。同教室の同期生に藤間清があり、後に先輩の野見山暁治が病気のため同期となる。1943年9月、東京美術学校を繰上げ卒業。44年郷里に帰り当仁小学校教師となって図工を受け持つが、同年5月応召し海軍気象兵となる。
1945年終戦とともに復員し、当仁小学校に復職。翌1946年香椎高等女学校に転任して美術を担当。同年新興美術展に入選。1947年第15回独立美術協会展に「風景(C)」「樹と建物」で初入選。以後、同展に出品を続ける。1949年第17回独立展に「人物」「女」「裸婦」を出品し、独立賞受賞。1955年サエグサ画廊で初個展を開催する。このころはキュビスムに学んだ画風を示した。1957年第9回読売アンデパンダン展に「廻転」を出品し、以後同展に出品を続ける。一方、独立美術協会には不満を抱き、1958年に同会を退会。同年、吉田穂高などによるグループ「野火」、および、岡本太郎、難波田龍起らによる総合的現代美術グループ「アートクラブ」に参加する。1963年9月にニューヨークで開催される世界美術家会議のオブザーバーとして渡米し、1964年第15回ニューイングランド展に入選する。以後、1968年まで同展に出品。1973年9月、ニューヨークに新築されたW・R・グレースビルの社内食堂に壁画を描く。1974年11月ソーホーのロータス画廊で個展を開催し、1971年頃から始めたカンヴァスによるコラージュ作品等を発表する。1992年3月福岡市美術館で「古川吉重展」が開催され、同年6月には国立国際美術館で「近作展11　古川吉重」が開催された。
初期には具象画を描いたが、1950年代に幾何学的抽象表現へ移行、1968年には画面に同じ大きさの小円を規則的に並列し、明度差のない色面で構成するミニマル・アート的な表現を行った。1971年からはカンヴァス・コラージュを行い、徐々にゴムなどの素材と合わせて異なる材質感による構成を試みるが、1978年から油彩による表現にもどり、モノクロームの幾何学的抽象から、1980年代には色彩を取り入れた構成に向かった。
2008年4月10日、入浴中に倒れ死去。